# Chocóvisseltyrann
Chocóvisseltyrann (Sirystes albogriseus) är en fågel i familjen tyranner inom ordningen tättingar.

## Utseende
Chocóvisseltyrann är en medelstor tyrann, till utseendet som en korsning mellan en bekard och en topptyrann. Ovansidan är grå och undersidan vit. Vidare har den mörk hjässa och svarta vingar med tydliga vita vingkanter. Jämfört med bekarder är den slankare och mer långstjärtad.

## Utbredning och systematik
Fågeln förekommer från östra Panama (Veraguas) till nordvästra Colombia och nordvästra Ecuador. Tidigare behandlades den som en underart till Sirystes sibilator. 

## Levnadssätt
Chocóvisseltyrannen är en ovanlig till sällsynt fågel i låglänta områden och förberg. Den påträffas i öppna områden, ungskog och skogsbryn. Fågeln ses ofta sitta synligt i skogens mellersta till övre skikt. 

## Status och hot
Arten har ett stort utbredningsområde, men tros minska i antal, dock inte tillräckligt kraftigt för att den ska betraktas som hotad. Internationella naturvårdsunionen IUCN listar arten som livskraftig (LC). Beståndet uppskattas till i storleksordningen 20 000 till 50 000 vuxna individer.